# Marquesado de Lacy
El marquesado de Lacy es un título pontificio de carácter hereditario, concedido por el papa León XIII, mediante Breve del 14 de agosto de 1883. Fue autorizado en España por Alfonso XII mediante Real Despacho de 3 de junio de 1884 a favor de Salvador de Lacy y Pasqual de Bonanza. Tal y como marca la normativa local, los sucesivos titulares también obtuvieron las respectivas autorizaciones para usar el título en España. La última fue expedida por el rey Felipe VI a favor del IV marqués, don Salvador María de Lacy y Pérez de los Cobos.

## Marqueses de Lacy
|                         | Titular                                     | Periodo                 |
| Concesión por León XIII | Concesión por León XIII                     | Concesión por León XIII |
| ----------------------- | ------------------------------------------- | ----------------------- |
| I                       | Salvador de Lacy y Pasqual de Bonanza       | (1883-(?))              |
| II                      | Salvador de Lacy y Zafra                    | (1955 - 1957)           |
| III                     | Salvador de Lacy y Alberola                 | (1959 - 2018)           |
| IV                      | Salvador María de Lacy y Pérez de los Cobos | (2021 - actualidad)     |

## Actual Titular
Desde la creación del Marquesado de Lacy, en 1883 hasta nuestros días, sólo una familia ha sido propietaria de esta merced, portando el título de nobleza de marqués de Lacy.
Casa de Lacy (1883 - actualidad)
En la actualidad, el título es ostentado por el Ilmo. Sr. D. Salvador María de Lacy y Pérez de los Cobos, autorizado por el rey de España, constando así en la Guía de Títulos de la Diputación Permanente y Consejo de la Grandeza de España y Títulos del Reino y en el Elenco de Grandezas y Títulos Nobiliarios Españoles de la Real Asociación de Hidalgos de España.
Es, a su vez, Caballero de Honor y Devoción de la Orden de San Juan de Jerusalén y Delegado en Valencia de la Asamblea Española de la misma. Además, en su condición de descendiente de los Pascual de Bonanza, entre los que se encuentra José Pascual Bonanza, natural de Alicante, el marqués ejerce la función de custodio de la Santa Faz de Alicante.